# Glympis inconcisalis
Glympis inconcisalis är en fjärilsart som beskrevs av Walker 1865. Glympis inconcisalis ingår i släktet Glympis och familjen nattflyn. Inga underarter finns listade i Catalogue of Life.